# Romuald Bargieł
Romuald Bargieł (ur. 7 lutego 1898 w Bytomiu, zm. 1940 w Kalininie) – komisarz Policji Województwa Śląskiego, jedna z ofiar zbrodni katyńskiej.

## Życiorys
Syn Jakuba i Anny z Wieczorków. Absolwent seminarium nauczycielskiego w Białej. W okresie I wojny światowej w Armii Austro-Węgier. Od 1918 roku w Wojsku Polskim, uczestnik wojny polsko-bolszewickiej i odsieczy Lwowa. Działacz plebiscytowy na Śląsku Cieszyńskim. Uczestnik III powstania śląskiego. Od 15 czerwca 1922 roku w Policji Województwa Śląskiego, służył m.in. w Sosnowcu, Cieszynie, Katowicach i Świętochłowicach. W 1922 ożenił się z Elżbietą Żurek. 25 stycznia 1939 roku przeniesiony na stanowisko Zastępcy Komendanta Powiatowego Policji i kierownika Komisariatu we Frysztacie.
Po agresji ZSRR na Polskę w 1939 roku znalazł się w niewoli radzieckiej w specjalnym obozie NKWD w Ostaszkowie. Zamordowany przez NKWD wiosną 1940 roku jako jedna z ofiar zbrodni katyńskiej. Pochowany w Miednoje.

## Awans pośmiertny i upamiętnienie
4 października 2007 roku Romuald Bargieł został pośmiertnie awansowany na stopień nadkomisarza Policji Państwowej. W 2010 roku przy Szkole Podstawowej nr 44 przy ul. Roweckiego 6 w Bytomiu posadzono poświęcony mu Dąb Pamięci.

## Ordery i odznaczenia
- Medal Niepodległości (9 listopada 1931)[6]
- Srebrny Krzyż Zasługi (9 listopada 1932)[7]
- Krzyż na Śląskiej Wstędze Waleczności i Zasługi I klasy
- Medal Pamiątkowy za Wojnę 1918–1921
- Medal Dziesięciolecia Odzyskanej Niepodległości
- Odznaka Honorowa „Orlęta”
- Odznaka Pamiątkowa Policji Województwa Śląskiego